# Diphyscium pilmaiquen
Diphyscium pilmaiquen là một loài rêu trong họ Buxbaumiaceae. Loài này được Magombo, Zacharia Lekodi mô tả khoa học đầu tiên năm 2002.